# Іванівка (Токмацька міська громада)
Іва́нівка —  село в Україні, у Токмацькій міській громаді Пологівського району Запорізької області. Населення становить 168 осіб. До 2020 орган місцевого самоврядування — Остриківська сільська рада.
Село тимчасово окуповане російськими військами в ході російсько-української війни.

## Географія
Село Іванівка знаходиться на правому березі річки Токмак, вище за течією на відстані 2 км розташоване село Остриківка, нижче за течією на відстані 3 км розташоване місто Токмак, на протилежному березі - село Снігурівка.

## Історія
Село засноване в 1929 році під назвою Новоіванівка. В 1961 році перейменоване на село Іванівка.
12 червня 2020 року, відповідно до розпорядження Кабінету Міністрів України № 713-р «Про визначення адміністративних центрів та затвердження територій територіальних громад Запорізької області», увійшло до складу Токмацької міської громади.
19 липня 2020 року, у результаті адміністративно-територіальної реформи та ліквідації Токмацького району, село увійшло до складу Пологівського району.

### Російсько-українська війна
В березні 2022 році село окуповане ЗС РФ в ході вторгнення Росії в України.